# Exochus flubinus
Exochus flubinus là một loài tò vò trong họ Ichneumonidae.